# Acyrthosiphon papaverinum
Acyrthosiphon papaverinum är en insektsart. Acyrthosiphon papaverinum ingår i släktet Acyrthosiphon och familjen långrörsbladlöss. Inga underarter finns listade i Catalogue of Life.